# Mieg (Familie)

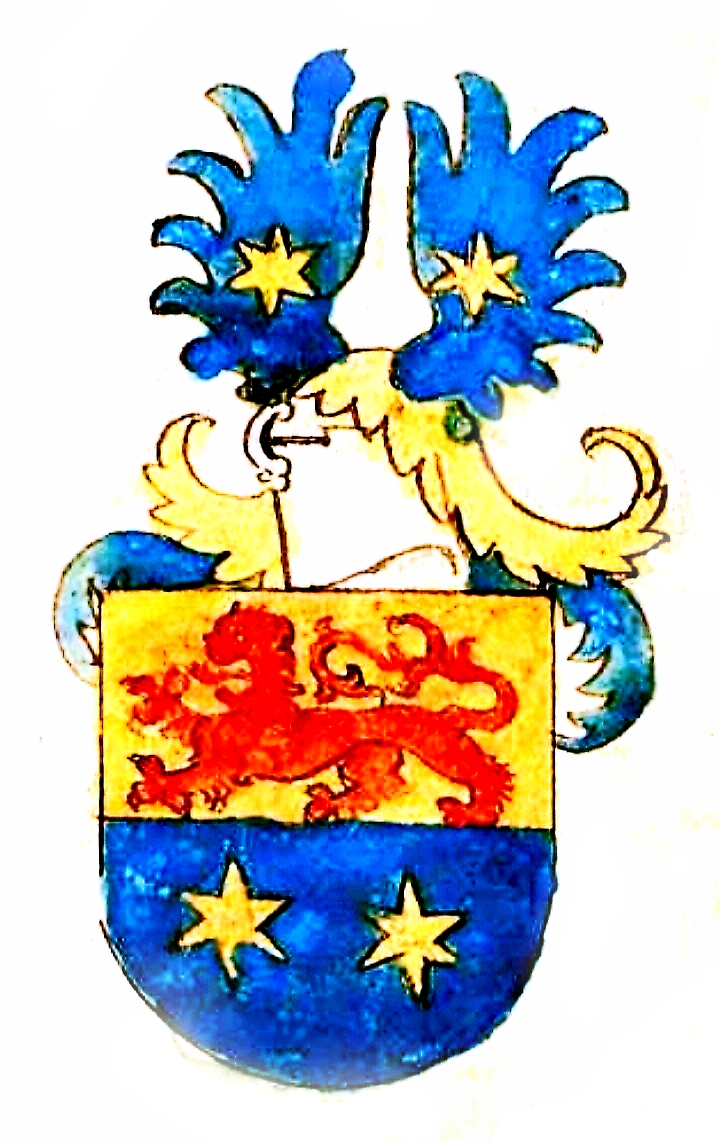
Wappen derer Mieg in einer süddeutschen Wappensammlung um 1530, das auch zur Vorlage für die Wappen in späteren Adelsbriefen für Familienmitglieder diente

Die Familie Mieg (teilweise von Mieg; auch Müge, Müeg, Mueg, Mique und Miegen) ist ein Geschlecht ursprünglich elsässischer Herkunft, das insbesondere in Straßburg, Mülhausen und Heidelberg blühte und heute noch in Frankreich als Mieg de Boofzheim besteht. Ursprünglich war es eine Kaufmannsfamilie, die darüber hinaus Wissenschaftler, Politiker aber auch Kleriker hervorbrachte. 1792 wurde Benedikt Friedrich Albert Mieg unter Anerkennung eines alten Adels durch Kurfürst Karl Theodor von der Pfalz nobilitiert. 1812 erhielt sein Sohn Arnold Friedrich Ritter von Mieg eine bayerische Adelsbestätigung. Der bayerische General Hans von Mieg wurde für seine Leistungen am 23. Juni 1916 durch König Ludwig III. mit dem Ritterkreuz des Militär-Max-Joseph-Ordens ausgezeichnet, womit die Erhebung in den persönlichen Adelsstand verbunden war. Zuvor wurde bereits der kaiserliche Oberstleutnant Friedrich von Mieg (1731–1783) offensichtlich in den Adelstand erhoben.

## Wappen

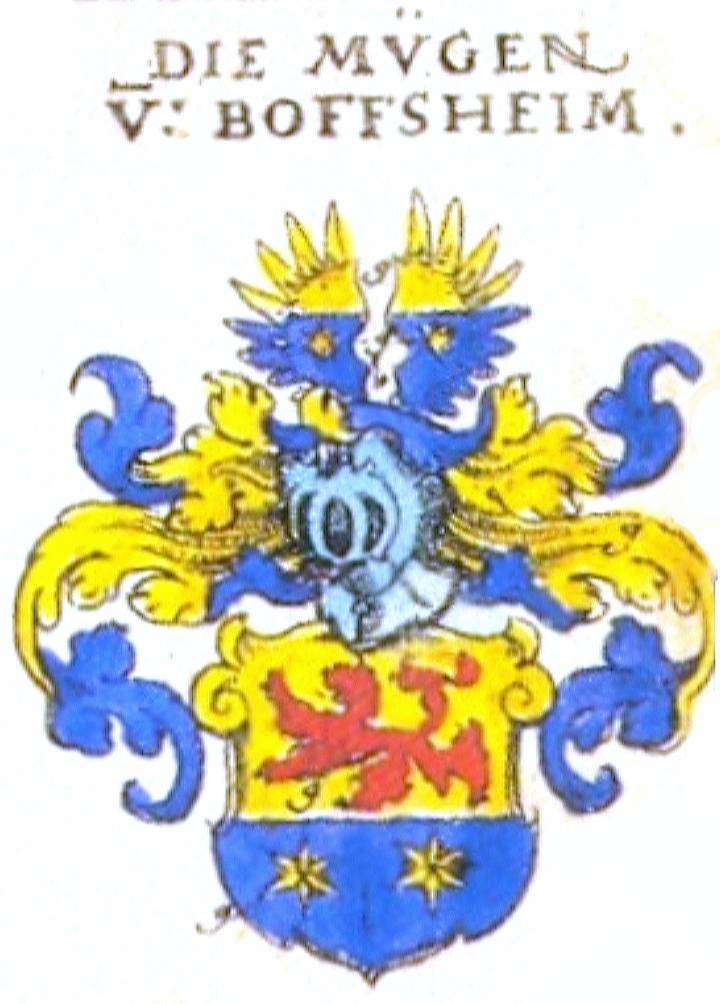
Wappen derer Mügen von Boffsheim in Johann Siebmachers Wappenbuch von 1605, Abteilung Ritterschaft und Adel im Elsaß

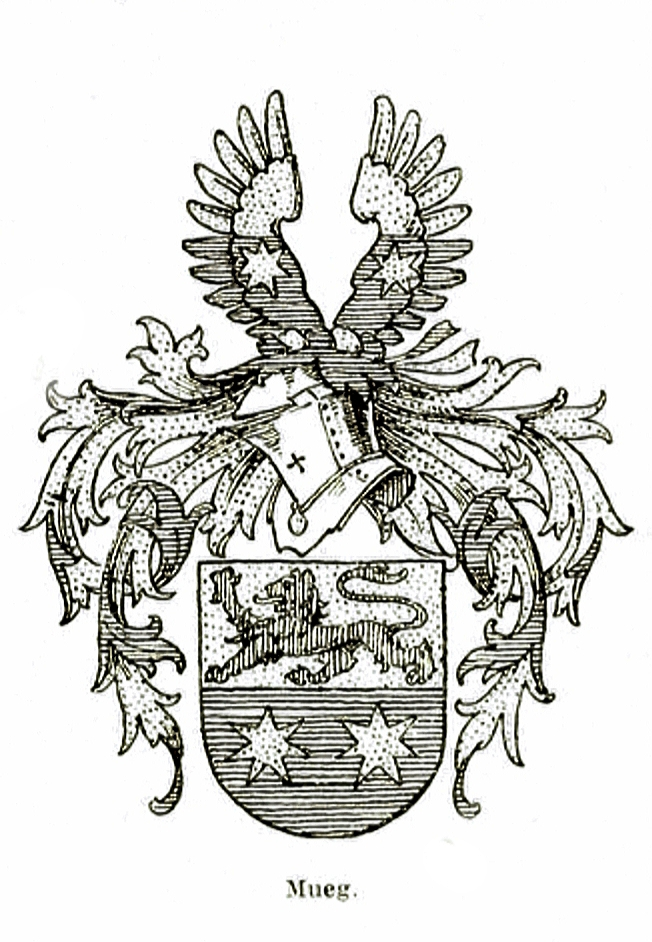
Wappen derer Mueg/Mieg im Oberbadischen Geschlechterbuch

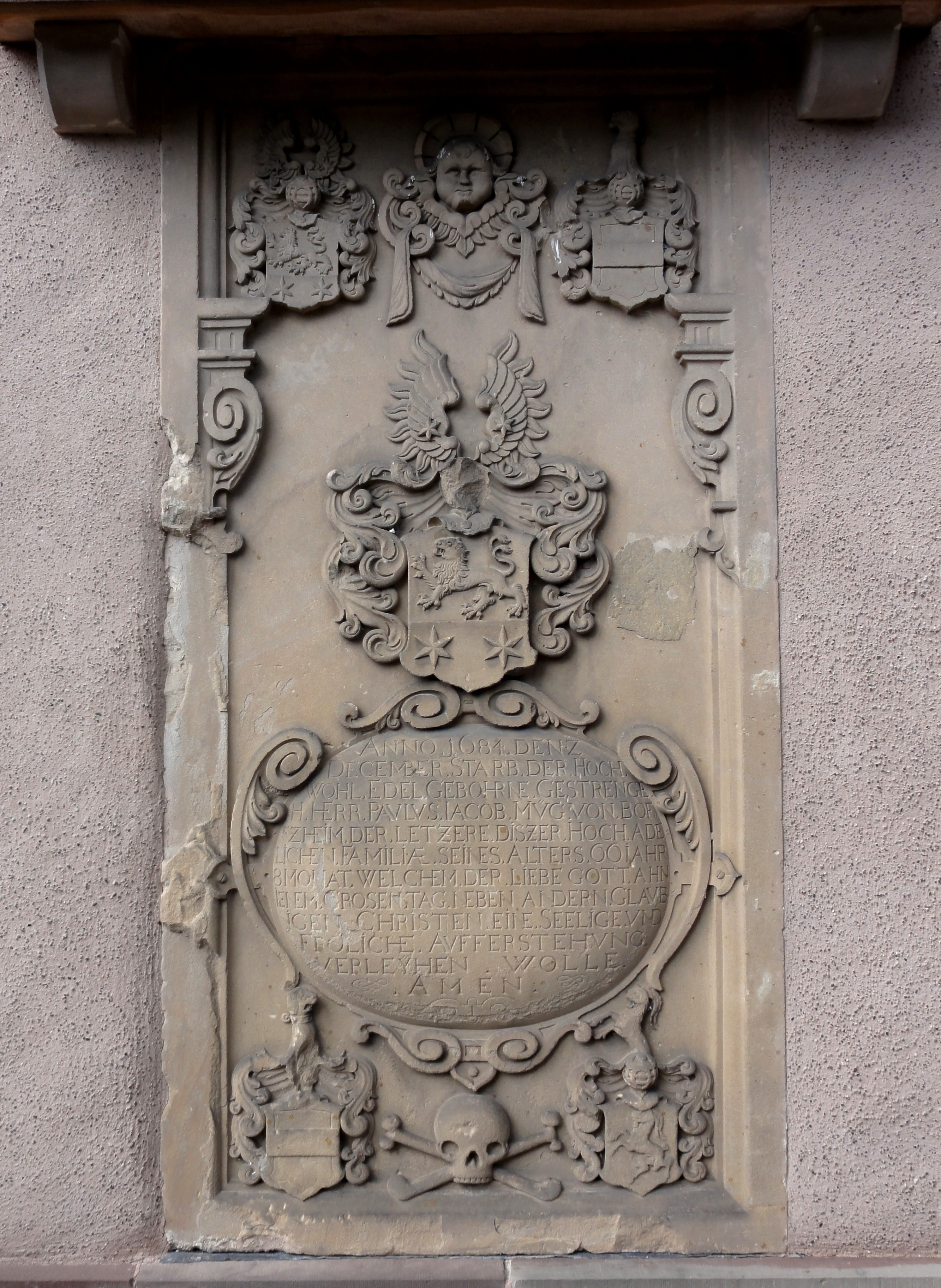
Wappen-Epitaph des Paul Jacob Müg von Boffzheim († 1684), Kirche St. Etienne in Boofzheim

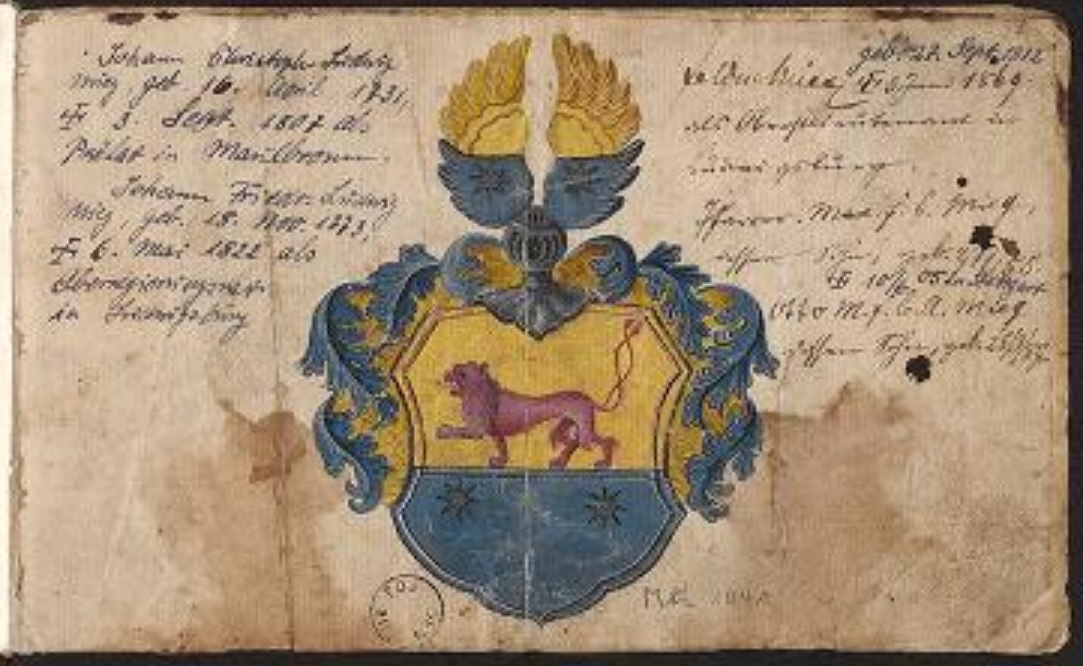
Wappen der Familie Mieg im Stammbuch Johann Christoph Ludwig Mieg

Den ersten Wappenbrief, der ihm sein Wappen bestätigte, erhielt im Jahr 1472 der aus dem Elsaß stammende Peter Mueg (auch: Petrus Mieg; † 1488) von Kaiser Friedrich III., damals noch mit blauem Löwen im oberen Feld. Jener Peter Mueg ist der Stammvater derer Mueg von Booftzheim, Ortsadel zu Boofzheim,  wie auch derer Mieg.
Das Wappen, wie es in der Farbgebung seit um 1530 bereits nachgewiesen ist, fand Aufnahme in den Adelsbrief, den Kaiser Rudolf II. 1582 verlieh: von Gold und Blau geteilt, oben ein roter Löwe schreitend, unten zwei goldene Sterne nebeneinander. Auf dem Helm mit blau-goldenen Helmdecken ein offener, (golden-)blauer Flug, (in den blauen Teilen) je belegt mit einem goldenen Stern.
Selbiges Wappen ist auch im Stammbuch des Johann Christoph Ludwig Mieg (1731–1807), Prälat von Maulbronn, dargestellt.

## Bekannte Linien
1. Matthäus Mieg (1514–1581), Geistlicher und Rechtsgelehrter in Straßburg[3][11]
  1. Matthäus Mieg (1567–1626), Advokat am Reichskammergericht in Speyer und kurpfälzischer Hofgerichtsrat[3]
    1. Karl Mieg (1602–1677), Kaufmann in Basel[12]
      1. Karl Ludwig Mieg (1633–1684), Jurist in Heidelberg, Straßburg und Basel[13]; ⚭ Eva Maria Reinhardt, Tochter des Johann Georg Reinhard (1606–1672)[14]
        1. Sibylla Ursula von Mieg (1671–1701), ⚭ Karl Adolf von Huss († 1743), Stadtpräsident in Magdeburg
        2. Karoline-Maria von Mieg (1672–1728), ⚭ Andreas Reveillas du Veyne († 1726), preußischer Generalleutnant der Kavallerie

      2. Ludwig Heinrich Mieg (1662–1712), reformierter Prediger in Stargard, Küstrin und Berlin[15]

    2. Johann Ludwig Mieg (17. Oktober 1609–8. April 1671),[16] Jurist und kurpfälzischer Kanzler, Geheimrat; 1.⚭ Maria Elisabeth (1616–1658), Tochter des kurpfälzischen Vizekanzlers Johann Friedrich Schloer; 2.⚭ Anna Katharina (1611–1683), Tochter des pfälzisch-schwedischen Staatsmanns Ludwig Camerarius (1573–1651)[3]
      1. Johann Friedrich Mieg der Ältere (1642–1691), reformierter Theologe und Hochschullehrer ⚭ 1667 Chatharina Modesta Straßburg (1648–1698)[3][17]
        1. Ludwig Christian Mieg (1668–1740), reformierter Theologe, Hochschullehrer und Kirchenrat ⚭ Louise Catharina Pauli (1671–1740), Tochter des Reinhold Pauli, Theologe[18][19][20]
          1. Johann Friedrich Mieg der Jüngere (1700–1788), reformierter Kirchenbeamter und Historiker[20]
            1. Abraham Jakob Wilhelm Mieg (1740–1810), Jurist und Ehegerichtsrat in Heidelberg[3]

          2. Ludwig Georg Mieg (1705–1761), Professor der Eloquenz an der Hochschule in Hanau[18][20]
            1. Friedrich von Mieg (1731–1783), kaiserlicher Oberstleutnant[3]
            2. Philipp Reinhold Emanuel Mieg (1737–1787), Pädagoge[3][21]
              1. Johann Elias Mieg (1770–1842), Pädagoge[3][22]

          3. Johann Kasimir Mieg (1712–1764), reformierter Theologe, Prediger und Hochschullehrer[19]
            1. Johann Friedrich Mieg (1744–1819), reformierter Prediger, Freimaurer und Illuminat[19]

        2. Friedrich Wilhelm (1677–1750), hessisch-homburgischer Rat und Hofmeister[23]
          1. Abraham Arnold Mieg (1718–1780), geistlicher Administrationsrat in Heidelberg[4]
            1. Benedikt Friedrich Albert Ritter und Edler von Mieg (1755–1829), geistlicher Administrationsrat in Heidelberg, Geheimrat, wurde 1792 von Kurfürst Karl Theodor von der Pfalz in den Adelstand erhoben, 1815 erfolgte die Immatrikulation im bayerischen Adel[4][24]
              1. Arnold Friedrich Ritter von Mieg (1778–1842), bayerischer Politiker und Diplomat, bayerische Adelsbestätigung 1812 ⚭ 1806 Elise Segalla (1784–1845)[4]
                1. Caroline Therese Magdalene von Mieg (1807–1888) ⚭ Friedrich August Stüler (1800–1865), Architekt[4]

              2. Antonie von Mieg (1783–1856) ⚭ Karl von Günther (1771–1855), bayerischer Geheimrat und Regierungsdirektor[3]
              3. Philippine von Mieg (1784–1862) ⚭ Gottfried Wilhelm Stüler (1798–1838), Homöopath
              4. Josefine von Mieg (1793–1828) ⚭ Johann Baptist von Zenetti (1785–1856), Regierungspräsident von Niederbayern in Landshut und von der Pfalz in Speyer[3]
                1. Benedikt Zenetti (1821–1904), Benediktinerabt in München
                2. Julius von Zenetti (1822–1905), bayerischer Verwaltungsbeamter
                3. Arnold von Zenetti (1824–1891), Architekt und Münchner Stadtbaurat
                4. Caroline Zenetti (1825–1895) ⚭ Alois von Brinz (1820–1887), Rechtswissenschaftler
                5. Josephine Zenetti († 1869) ⚭ Joseph von Lindwurm (1824–1874), deutscher Arzt

        3. Katharina Elisabeth Mieg (1687–1709) ⚭ Hermann Reinhold Pauli (1682–1750), Theologe[3]
          1. Ernst Ludwig Pauli (1716–1783), Theologe
          2. Hermann Gottfried Pauli (1720–1786), Theologe
          3. Georg Jakob Pauli (1722–1795), Theologe

      2. Amelia Mieg († 1675) ⚭ Christian Ernst (Freiherr von) Reichenbach (1644–1699), Rechtswissenschaftler[17][25]
      3. Esther Catharina Mieg (* 1651) ⚭ Paul Hachenberg (1642–1680), Historiker[17]

  2. Georg Mieg (1571–1642, nach Banzhaf *1572[26]), Ammeister und Gesandter[27][3]
    1. Georg Daniel Mieg (1616–1689), kurpfälzischer Amtsschreiber zu Bretten[26]
      1. Johann Ludwig Mieg (1660–1709), Stadtschreiber und Zollverwalter zu Bretten[26]
        1. Georg Ludwig Mieg (1700–1784), zuletzt Stabsamtmann des Klosteramts Derdingen[26]
          1. Johann Christoph Ludwig Mieg (1731–1807), deutscher Geistlicher, Abt, Generalsuperintendent und Prälat von Maulbronn
            1. Georg Christian Wilhelm Mieg (1763–1819), Geistlicher, zuletzt Pfarrer in Hermaringen[26]
              1. Georg Christoph Friedrich (1803–1847), bayerischer Hauptmann ⚭ Auguste von Baldinger (aus dem Ulmer Patriziergeschlecht der Baldinger)[26]
                1. Christoph Malcolm Mieg (1833–1879), bayerischer Major[26]
                  1. Hans von Mieg (1865–1945), bayerischer Generalmajor

                2. Armand Mieg (1834–1917), bayerischer Major und Waffenkonstrukteur

## Weitere bekannte Mitglieder der Familie
- Jean Mieg-Koechlin (1819–1904), deutsch-französischer Industrieller, Bürgermeister, MdLA
- Johann Rudolf Mieg (1694–1733), Schweizer Mediziner, Botaniker und Hochschullehrer
- Peter Mieg (1906–1990), Schweizer Komponist und Kunstmaler
- Harald Mieg (* 1961), deutscher Sozialwissenschaftler